# Saint-Benoît-sur-Loire
Saint-Benoît-sur-Loire – miejscowość i gmina we Francji, w Regionie Centralnym, w departamencie Loiret.
Według danych na rok 1990 gminę zamieszkiwało 1880 osób, a gęstość zaludnienia wynosiła 103 osoby/km² (wśród 1842 gmin Centre, Saint-Benoît-sur-Loire plasuje się na 208. miejscu pod względem liczby ludności, natomiast pod względem powierzchni na miejscu 731.).
W Saint-Benoît-sur-Loire znajduje się założone w 651 roku opactwo benedyktyńskie, zwane również "opactwem Fleur" – w średniowieczu było to jeden z najważniejszych ośrodków reformy kluniackiej, miejsce życia i działalności św. Abbona. W 672 roku złożono tu relikwie św. Benedykta z Nursji. Klasztor rozbudowano w stylu romańskim w X i XI wieku.

## Zdjęcia opactwa

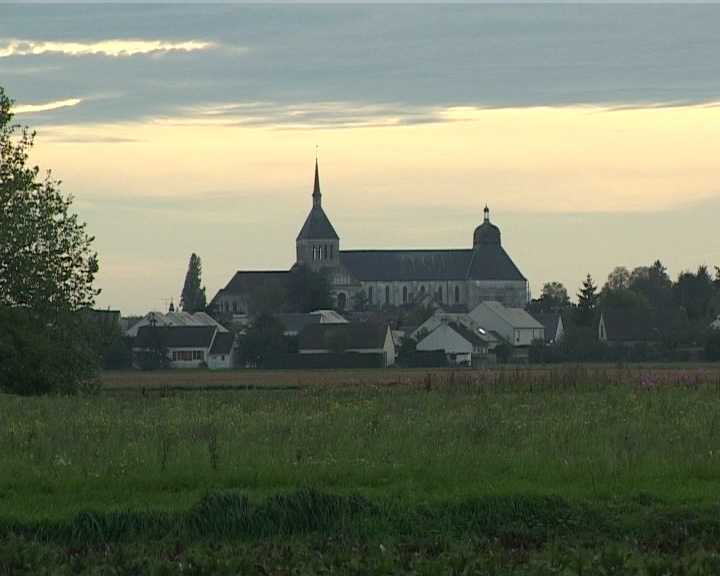
Opactwo z oddali
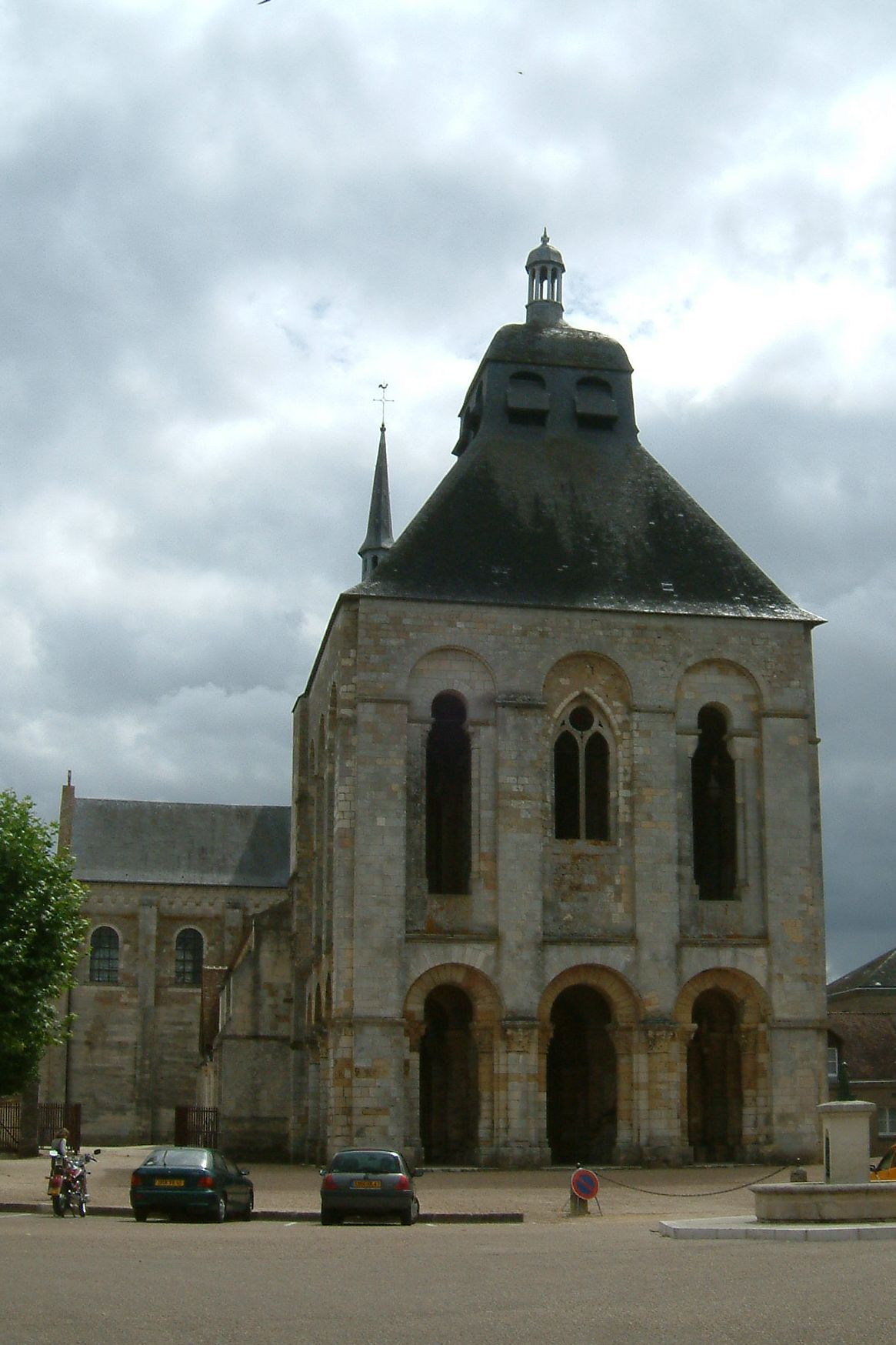
Opactwo, kościół
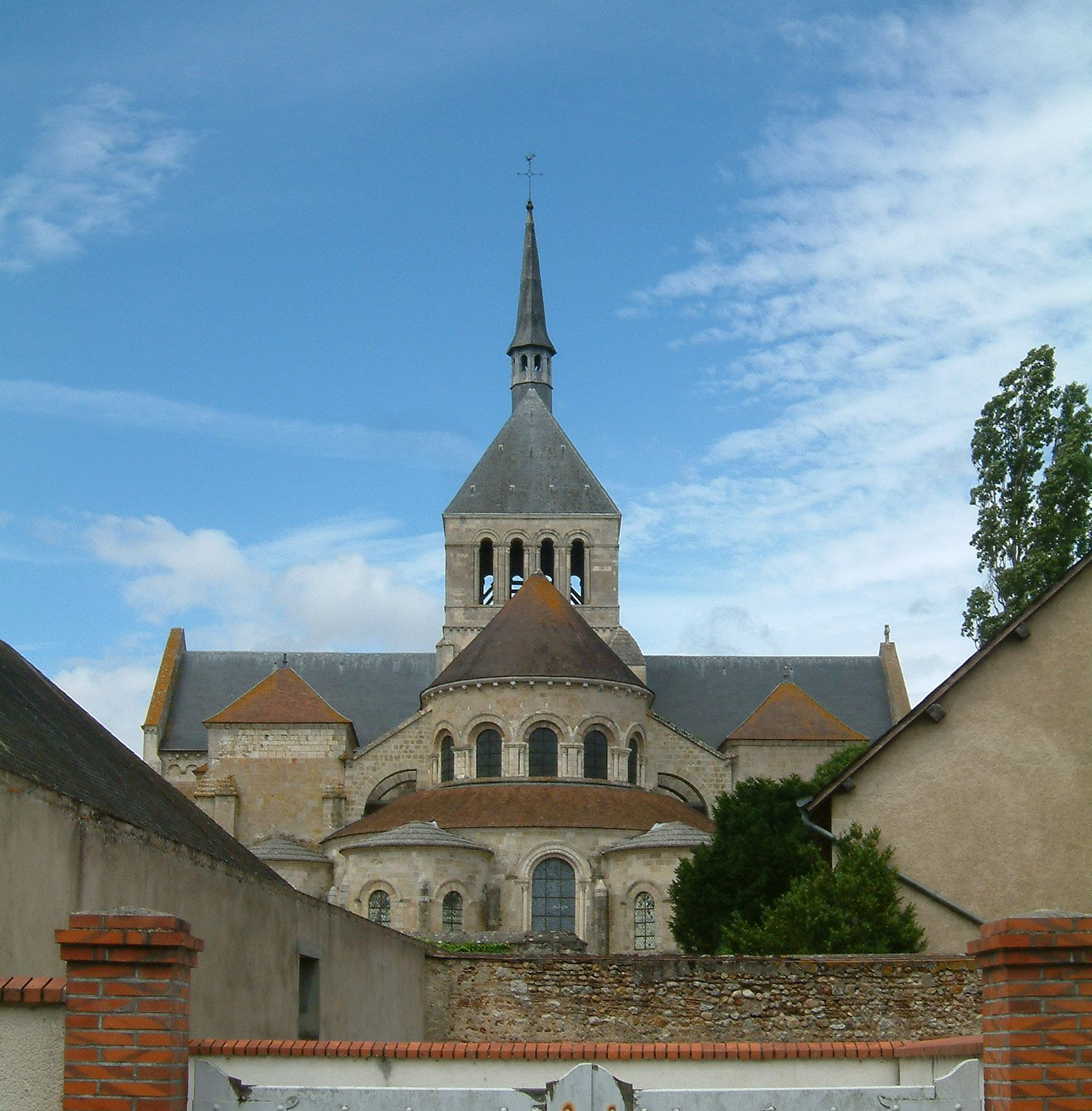
Opactwo, kościół
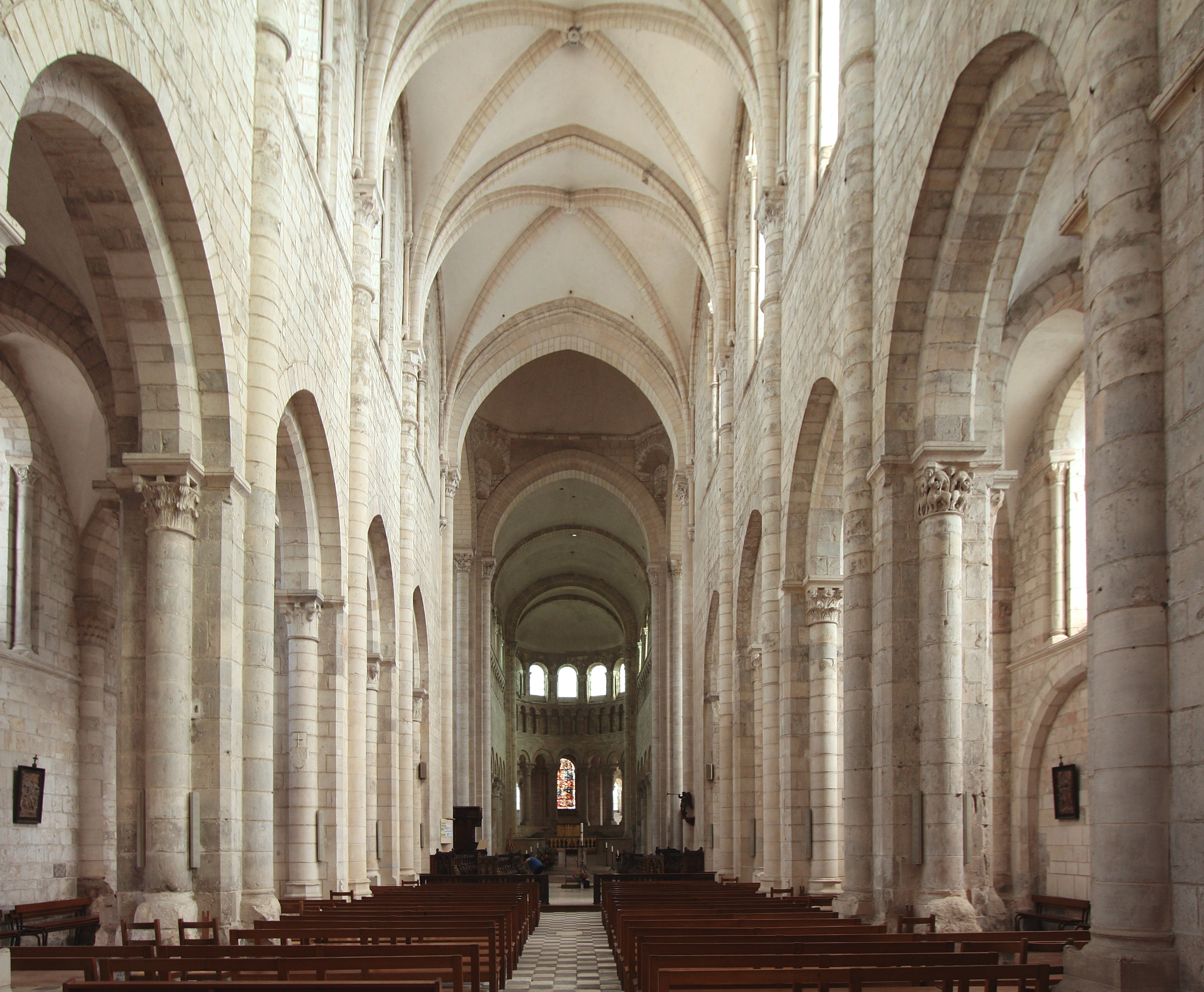
Opactwo, wnętrze kościoła